# 1908년 하계 올림픽 수영
1908년 하계 올림픽 수영은 영국 런던에서 개최된 1908년 하계 올림픽의 경기 종목이다. 100m 수영장이 처음으로 사용된 올림픽이었다. 과거 세 차례 대회 때는 공개된 수역(1896년 지중해, 1900년 센 강, 1904년 인공호)에서 열렸다. 남자 종목만 열렸으며 1908년 7월 13일부터 7월 25일까지 화이트시티 스타디움 내 가설수영장에서 치러졌다.
1908년 하계 올림픽에서 치러진 수영 6종목은 전부 수영의 대표 종목 중 하나로 자리잡았으며 이후에 치러진 대회마다 매번 경기가 치러졌다. 과거 대회에서 선보였던 50m, 200m, 800m 자유형은 이번 대회에서는 빠졌으나 나중에 부활하였고, 계주 종목은 4×50야드에서 4×200m로 연장, 400m 평영은 200m로 단축하였다.
캐나다와 핀란드가 처음으로 올림픽 수영 종목에 출전하였으며 오스트리아, 헝가리, 미국은 전 대회 참가 기록을 이어나갔다. 총 14개국 100명의 선수가 참가하였다.

## 참가국
이번 대회에 참가한 국가와 선수규모는 다음과 같다.
| - 오스트랄라시아 (5) - 오스트리아 (1) - 벨기에 (7) - 캐나다 (1) - 덴마크 (5) - 핀란드 (3) - 프랑스 (4) |  | - 독일 (5) - 영국 (28) - 헝가리 (10) - 이탈리아 (4) - 네덜란드 (7) - 스웨덴 (12) - 미국 (8) |

## 메달 집계

### 메달리스트
| 종목                 | 금                                                                     | 은                                                                       | 동                                                                 |
| -------------------- | ---------------------------------------------------------------------- | ------------------------------------------------------------------------ | ------------------------------------------------------------------ |
| 100m 자유형 자세히   | 찰스 대니얼스 (USA)                                                    | 졸탄 헐머이 (HUN)                                                        | 하랄드 율린 (SWE)                                                  |
| 400m 자유형 자세히   | 헨리 테일러 (GBR)                                                      | 프랭크 보리페어 (ANZ)                                                    | 오토 셰프 (AUT)                                                    |
| 1500m 자유형 자세히  | 헨리 테일러 (GBR)                                                      | 토머스 배터스비 (GBR)                                                    | 프랭크 보리페어 (ANZ)                                              |
| 100m 배영 자세히     | 아르노 비버슈타인 (GER)                                                | 루드비 담 (DEN)                                                          | 허버트 헤어스네이프 (GBR)                                          |
| 200m 평영 자세히     | 프레더릭 홀맨 (GBR)                                                    | 윌리엄 로빈슨 (GBR)                                                      | 폰투스 한손 (SWE)                                                  |
| 4 × 200m 계영 자세히 | 영국 (GBR) · 존 더비셔 · 폴 래드밀로비치 · 윌리엄 포스터 · 헨리 테일러 | 헝가리 (HUN) · 요제프 문크 · 임레 저차르 · 벨러 러시토레시 · 졸탄 헐머이 | 미국 (USA) · 해리 헤브너 · 레오 굿윈 · 찰스 대니얼스 · 레즐리 리치 |

### 최종 순위
| 순위       | 나라                 | 금 | 은 | 동 | 합계 |
| ---------- | -------------------- | -- | -- | -- | ---- |
| 1          | 영국 (GBR)           | 4  | 2  | 1  | 7    |
| 2          | 미국 (USA)           | 1  | 0  | 1  | 2    |
| 3          | 독일 (GER)           | 1  | 0  | 0  | 1    |
| 4          | 헝가리 (HUN)         | 0  | 2  | 0  | 2    |
| 5          | 오스트랄라시아 (ANZ) | 0  | 1  | 1  | 2    |
| 6          | 덴마크 (DEN)         | 0  | 1  | 0  | 1    |
| 7          | 스웨덴 (SWE)         | 0  | 0  | 2  | 2    |
| 8          | 오스트리아 (AUT)     | 0  | 0  | 1  | 1    |
| 합계 (8개) | 합계 (8개)           | 6  | 6  | 6  | 18   |

## 참고 자료
- 국제 올림픽 위원회 메달리스트 데이터베이스 (영어)
- 국제 올림픽 위원회 - 1908년 하계 올림픽 수영 경기 결과 (영어)

| 올림픽 수영 |                                   |               |
| 이전 대회   | 1908년 하계 올림픽 수영 런던 1908 | 다음 대회     |
| 아테네 1906 | 1908년 하계 올림픽 수영 런던 1908 | 스톡홀름 1912 |